# Outubro Alemão
O Outubro Alemão (em alemão: Deutscher Oktober) foi um plano do Comitê Executivo da Internacional Comunista (ECCI) para tentar uma revolução comunista na República de Weimar em outubro de 1923.
O Partido Comunista da Alemanha (KPD), sob o lema de uma "Frente Unida" de esquerda, entrou em uma coalizão com o Partido Social-Democrata da Alemanha (SPD) nos estados da Turíngia e Saxônia, que foi vista como um momento favorável para uma revolução. A ECCI queria explorar a crise política na Alemanha para ajudar os comunistas alemães a tomar o poder e, assim, iniciar uma nova onda de revoluções na Europa Central como um prelúdio para a revolução comunista mundial. O KPD começou a construir forças paramilitares para uma revolução modelada na Revolução de Outubro e planejada para outubro ou novembro de 1923. O Outubro alemão foi impedido pelo governo alemão que usou o Reichsexekution contra a Saxônia e a Turíngia, suspendendo a autoridade dos governos estaduais de esquerda, e esmagou os paramilitares com o Reichswehr e a polícia.